# روبرت رامزي (سياسي)
روبرت رامزي (بالإنجليزية: Robert Ramsey)‏ هو سياسي أمريكي، ولد في 15 فبراير 1780 في الولايات المتحدة، وتوفي في 12 ديسمبر 1849. حزبياً، نشط في الحزب الديمقراطي. وقد انتخب عضو مجلس نواب بنسيلفانيا وانتخب عضو مجلس النواب الأمريكي.